# Arlanza (Comarca)
Die Comarca Arlanza ist eine der zehn Comarcas in der Provinz Burgos der autonomen Gemeinschaft Kastilien und León.
Sie umfasst 45 Gemeinden auf einer Fläche von 1.402,06 km² mit dem Hauptort Lerma.

## Gemeinden
| Gemeinde                         | Einwohner (2024) | Fläche km² | Dichte Einw./km² | Cod INE | Postleitzahl |
| -------------------------------- | ---------------- | ---------- | ---------------- | ------- | ------------ |
| Avellanosa de Muñó               | 96               | 36,89      | 3                | 09032   | 09345        |
| Cebrecos                         | 58               | 23,30      | 2                | 09094   | 09348        |
| Ciadoncha                        | 70               | 15,29      | 5                | 09101   | 09228        |
| Cilleruelo de Abajo              | 209              | 48,16      | 4                | 09103   | 09349        |
| Cilleruelo de Arriba             | 49               | 18,49      | 3                | 09104   | 09349        |
| Ciruelos de Cervera              | 99               | 37,87      | 3                | 09105   | 09610        |
| Covarrubias                      | 505              | 41,07      | 12               | 09113   | 09346        |
| Cuevas de San Clemente           | 45               | 13,26      | 3                | 09119   | 09641        |
| Espinosa de Cervera              | 85               | 29,62      | 3                | 09122   | 09610        |
| Fontioso                         | 54               | 24,84      | 2                | 09127   | 09349        |
| Iglesiarrubia                    | 45               | 15,02      | 3                | 09179   | 09345        |
| Lerma                            | 2.556            | 166,40     | 15               | 09194   | 09340        |
| Madrigal del Monte               | 143              | 26,88      | 5                | 09196   | 09320        |
| Madrigalejo del Monte            | 176              | 25,17      | 7                | 09197   | 09390        |
| Mahamud                          | 105              | 33,61      | 3                | 09198   | 09228        |
| Mazuela                          | 56               | 13,41      | 4                | 09206   | 09228        |
| Mecerreyes                       | 188              | 59,63      | 3                | 09208   | 09346        |
| Nebreda                          | 55               | 28,43      | 2                | 09231   | 09348        |
| Olmillos de Muñó                 | 40               | 7,04       | 6                | 09236   | 09228        |
| Peral de Arlanza                 | 170              | 29,03      | 6                | 09262   | 09342        |
| Presencio                        | 207              | 35,35      | 6                | 09275   | 09228        |
| Puentedura                       | 122              | 16,39      | 7                | 09277   | 09347        |
| Quintanilla de la Mata           | 108              | 13,80      | 8                | 09294   | 09349        |
| Quintanilla del Coco             | 50               | 20,15      | 2                | 09295   | 09348        |
| Quintanilla del Agua y Tordueles | 335              | 35,79      | 9                | 09901   | 09347        |
| Retuerta                         | 59               | 8,54       | 7                | 09311   | 09347        |
| Royuela de Río Franco            | 170              | 50,61      | 3                | 09325   | 09344        |
| Santa Cecilia                    | 105              | 12,46      | 8                | 09343   | 09341        |
| Santa Inés                       | 155              | 14,87      | 10               | 09348   | 09390        |
| Santa María del Campo            | 523              | 60,32      | 9                | 09350   | 09342        |
| Santibáñez del Val               | 70               | 14,96      | 5                | 09356   | 09617        |
| Solarana                         | 77               | 14,65      | 5                | 09366   | 09348        |
| Tejada                           | 35               | 22,74      | 2                | 09378   | 09616        |
| Tordómar                         | 298              | 30,06      | 10               | 09384   | 09341        |
| Torrecilla del Monte             | 79               | 14,93      | 5                | 09386   | 09390        |
| Torrepadre                       | 65               | 28,56      | 2                | 09389   | 09345        |
| Valdorros                        | 375              | 16,64      | 23               | 09406   | 09320        |
| Villafruela                      | 143              | 52,01      | 3                | 09432   | 09344        |
| Villahoz                         | 287              | 50,53      | 6                | 09437   | 09343        |
| Villalmanzo                      | 410              | 23,91      | 17               | 09442   | 09390        |
| Villamayor de los Montes         | 160              | 40,71      | 4                | 09443   | 09339        |
| Villangómez                      | 232              | 38,35      | 6                | 09448   | 09339        |
| Villaverde del Monte             | 108              | 37,31      | 3                | 09466   | 09339        |
| Villaverde-Mogina                | 75               | 13,55      | 6                | 09467   | 09226        |
| Zael                             | 115              | 18,76      | 6                | 09480   | 09339        |
| Comarca Arlanza                  | 9.167            | 1.402,06   | 7                | –       | –            |

Auf dem Gebiet der Comarca befinden sich noch die folgenden zwei gemeindefreien Gebiete (Comunidades) auf einer Gesamtfläche von 22,70 km²:
| Comunidad                                                   | Fläche    |
| ----------------------------------------------------------- | --------- |
| Comunidad de Covarrubias, Quintanilla del Coco y Retuerta:  | 16,85 km² |
| Comunidad de Quintanilla del Agua y Tordueles y Puentedura: | 5,85 km²  |